# Bistra (comitat de Zagreb)
Pour les articles homonymes, voir Bistra.
Bistra est une municipalité composée de 6 villages et située en Croatie centrale, dans le comitat de Zagreb, en Croatie. Au recensement de 2001, la municipalité comptait 6 098 habitants, dont 97,18 % de Croates.

## Localités
La municipalité de Bistra est composée de 6 localités :
| - Bukovje Bistransko - Donja Bistra - Gornja Bistra | - Novaki Bistranski - Oborovo Bistransko - Poljanica Bistranska |